# 摩洛哥历史
摩洛哥历史，卡普萨文化（Capsian culture）在西元前8000年将摩洛哥带入到新石器时代，那时马格里布不像今天这样贫瘠。柏柏尔语言也许是和农耕差不多同时来到，被本地居民和带来这种语言的外来者所共同继承。现代DNA分析业已证明，现代摩洛哥人的基因池由多个人种而来，不仅有主要的种族如柏柏尔人和阿拉伯人，也有腓尼基人、西班牙犹太人和撒哈拉以南地区（sub-Saharan）的非洲人。

## 史前摩洛哥
考古发掘证实了祖先智人以及早期人类存在于今摩洛哥。

## 早期历史

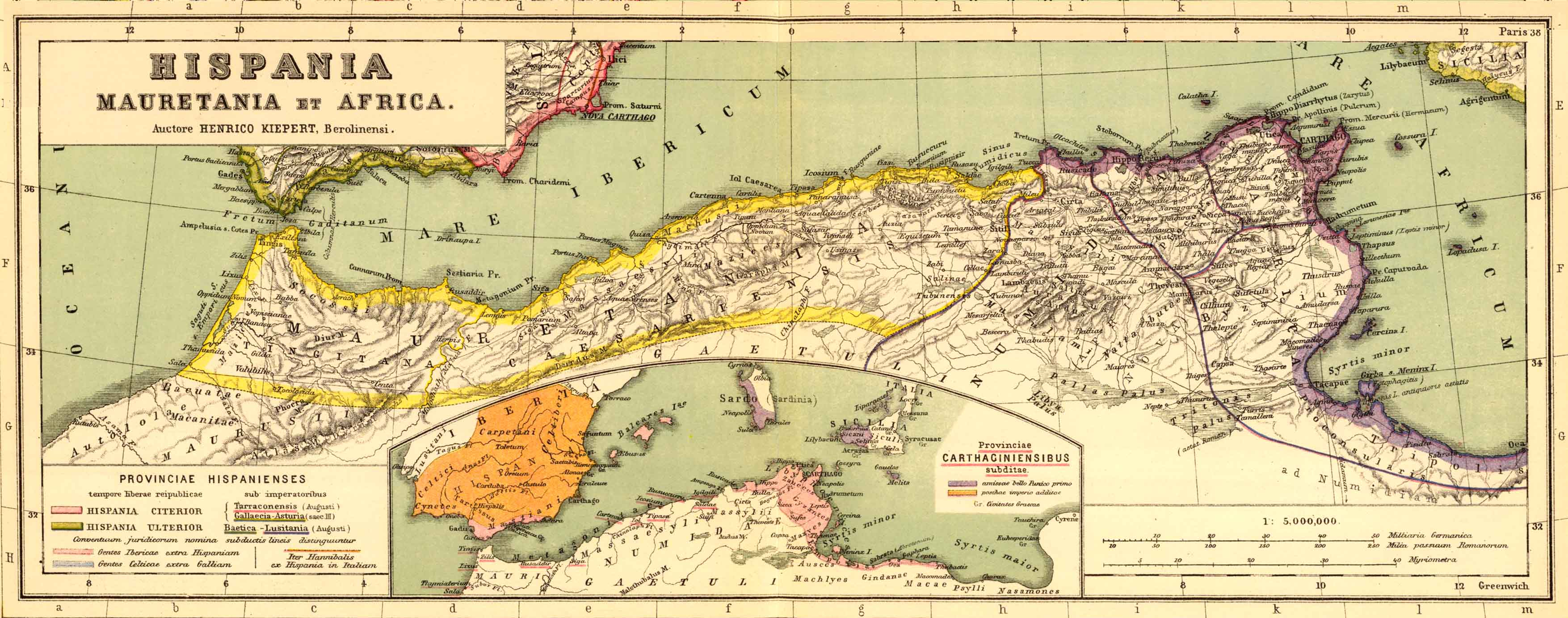
茅利塔尼亞王國

多个世纪以来，腓尼基人在摩洛哥沿岸定居。腓尼基人的到来，预示了摩洛哥北部许多个世纪被外来政权统治的历史，这个战略地带作为毛里塔尼亚-廷吉他纳。
在约公元前3世纪，毛里塔尼亚王国曾是地中海北非沿岸一个独立的王国。后纳入罗马帝国的一部分。

## 罗马和罗马属地的摩洛哥
5世纪时，今摩洛哥落入汪达尔人之手，然后是西哥特人，接續又是來自拜占庭的希腊人迅速占领，尽管如此在这时期占现代摩洛哥大部分的高山地区仍然未被占领，还保留在柏柏尔人手中。

## 早期伊斯兰的摩洛哥
阿拉伯人在7世纪时征服了摩洛哥，並带進了他们的文明和伊斯兰教，而多数柏柏尔人皈依了，成立了Nekor王国。并很快脱离了远在巴格达的阿拔斯王朝哈里发的控制，在Idris ibn Salih领导下建立了伊德里斯王朝，摩洛哥成为学术中心和重要的政权所在地。

### 伊德里斯王朝（788年－974年）
伊德里斯王朝是一个以摩洛哥为中心的穆斯林王朝。

## 柏柏尔人王朝
摩洛哥在一系列取代了阿拉伯伊德里斯王朝的柏柏尔王朝的统治下达到顶点，先是穆拉比德王朝，然后是穆瓦希德王朝，並统治了西北非的大部分和西班牙的大部分地區，这一地区的一些小王国，先后被征服，然而在一系列长年的内战之后，帝国崩溃了。

### 穆拉比德王朝（约1060年－1147年）

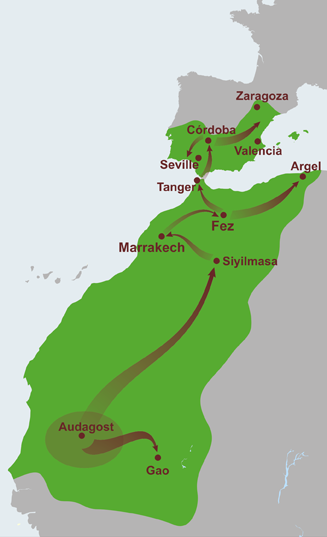
1076年穆拉比特王朝一度征服加納帝國首都，將版圖擴至最大

1040年，從突尼西亞被派到摩洛哥南部重新宣教的伊斯蘭教士阿卜杜拉·伊本·雅辛（Abdallah ibn Yasin），逐漸統合當地住民累姆圖納人，成立了穆拉比特教派(Almoravids，意為「修道院的人民」，指的是「致力於為建立真正的伊斯蘭而戰鬥的一群人士」)。他的教導中並沒有異端的成份，只有對古蘭經和传统的聖訓的絕對服從。並在1042年時，統一了桑哈札人的三個支系。
阿卜杜拉·伊本·雅辛鞭打所有的皈依者來作為懺悔及洗滌，並實施了一套紀律系統。在這套系統下，穆拉比特人有極高的紀律。伊本·雅辛找來的軍事領袖葉海亞·伊本·易卜拉欣更好的組織他們成為了軍隊。1053年開始，穆拉比特人開始對在沙漠的柏柏尔人及撒哈拉以南的黑人實施正統及禁慾的宗教。1054年攻下桑哈札人的貿易中心──奧達哥斯特。後來伊本·雅辛於擴張戰役中陣亡，王位由他的兩個堂弟先後繼承。
從1061年開始，伊本·雅辛的堂弟優素福·伊本·塔什芬成為穆拉比特的新君主，展現出強大的軍事、政治天才，打造穆拉比特王朝最興盛、偉大的黃金時代。他於同年攻下摩洛哥、西撒哈拉及茅利塔尼亞。於1062年，他興建了馬拉喀什城為首都，馬拉喀什因此成為摩洛哥歷代王朝的首都近九百年，一直到1912年才遷到拉巴特。於1080年，他攻取了阿爾及利亞的特萊姆森，疆界延至奧蘭。1062年，伊本·塔什芬大帝開始侵略加纳帝国，並在1076年完成征服。
1086年，伊本·塔什芬大帝被西班牙穆斯林親王的邀請對抗萊昂的阿方索六世。同年伊本·塔什芬渡过了阿爾赫西拉斯海峽，在薩拉卡戰役中重創基督教國家，逐漸控制了伊比利南部的穆斯林諸政權。穆拉比特王朝在1106年伊本·塔什芬死時最為興盛，其领土包括了直至阿爾及爾的西北非洲、整個塔霍河以南的伊比利亞半島、東至厄波羅河，並且包括巴利阿里群島。
1138年穆拉比特王朝開始走下坡，伊本·塔什芬大帝的兒子阿里·賓·優素福，在當年被萊昂的阿方索七世打敗；在1139年的奧里基戰役中亦被阿方索一世所敗。於1147年，里斯本被基督教徒占领。同樣在1140年代，摩洛哥發生阿爾摩哈德人（穆瓦希德王朝）的動亂，1147年馬拉喀什被攻占，穆拉比特王朝滅亡。

### 穆瓦希德王朝（1147年－1248年）

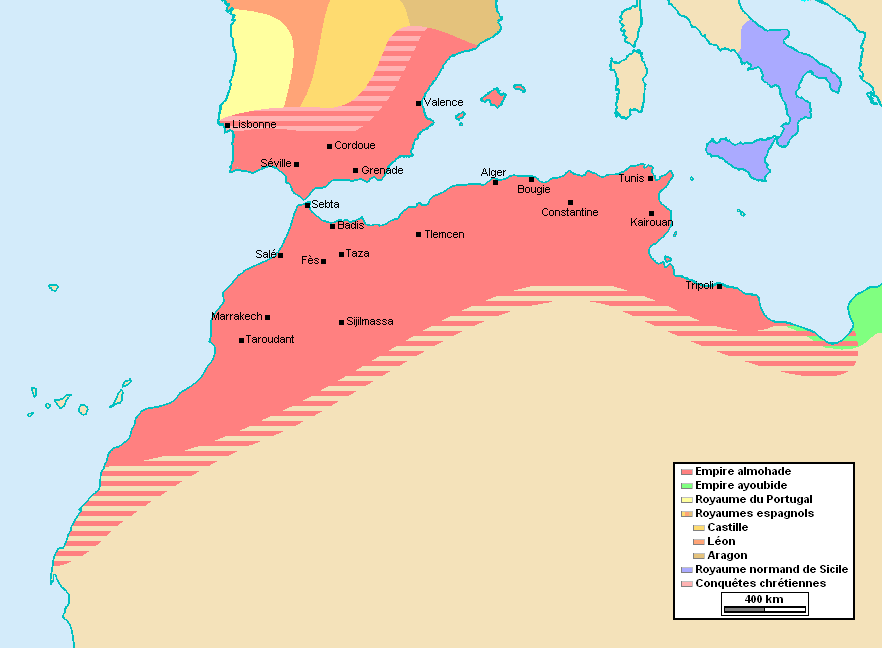
穆瓦希德最大領土

穆瓦希德王朝的统治者是摩洛哥人。1121年阿卜杜·穆明建立政权。1147年攻占马拉喀什，灭穆拉比特王朝，此后王朝定都于此。12世纪后期王朝达到鼎盛，征服西班牙穆斯林地区和整个马格里布。國內通行古典阿拉伯語、柏柏爾語族諸語言、中世紀希伯來語、非洲羅曼語。13世纪初国土分裂，1269年被马林王朝所取代。

### 马林王朝（1248年－1465年）

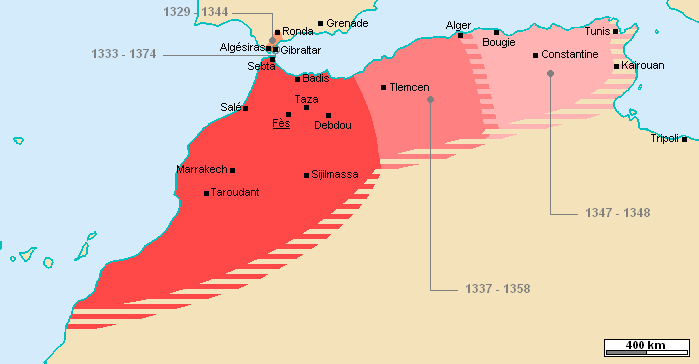
14世紀上半馬林王朝擴張圖，但暗紅、淺紅土地到1358年又全部丟失，回到原來的深紅色國土

马林王朝是由逊尼派穆斯林泽纳塔柏柏尔人建立。1244年马林王朝取代的穆瓦希德王朝控制摩洛哥，在十四世纪中叶开始短暂地控制整个马格里布。马林王朝为了在直布罗陀海峡获得一个到欧洲的直接立足点，13和14世纪支持在安达卢斯的格拉纳达王国。但是在1340年，萨拉多河战役马林王朝战败，1344年卡斯蒂利亚王国从马林王朝手中夺取阿尔赫西拉斯。1465年马林王朝被起义推翻，1472年建立了瓦塔斯王朝。

### 瓦塔斯王朝（1471年－1549年）

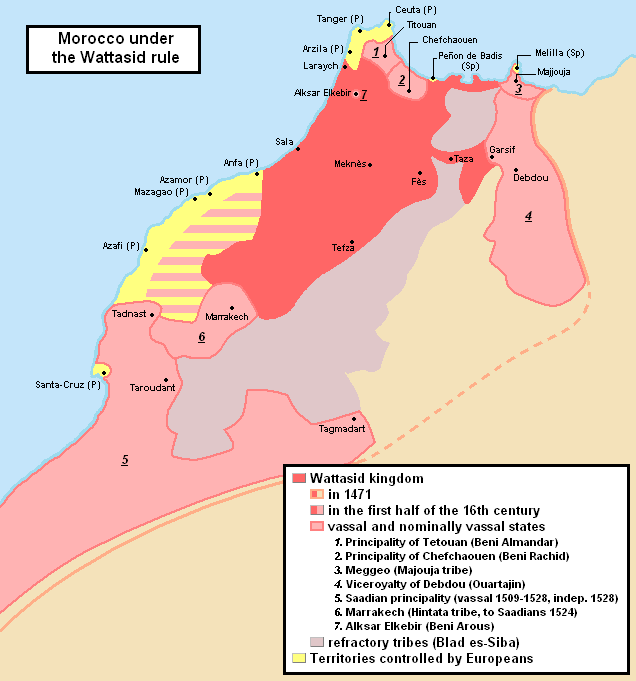
瓦塔斯王朝版圖 (深紅) 王朝末年 (亮紅)最大版圖

瓦塔斯王朝是一个统治摩洛哥的王朝。与马林王朝类似，他们来自于泽纳塔柏柏尔人。1472年马林王朝的维齐尔篡位，建立瓦塔斯王朝。维齐尔夺取了苏丹阿卜杜勒哈克二世（Abu Muhammad Abd al-Haqq）的权力，阿卜杜勒哈克二世在1459年屠杀了许多瓦塔斯人，于1465年费斯民变中被谋杀了。Abu Abd Allah al-Sheikh Muhammad ibn Yahya al-Mahdi是第一个瓦塔斯王朝苏丹，但是仅仅控制了北部摩洛哥，摩洛哥被分为若干国家。摩洛哥终于在1554年塔德拉之战后被萨阿德的首领Tagmadert取代，萨阿德王朝自1511年以来统治所有的摩洛哥南部。

### 萨阿德王朝（1554年－1659年）

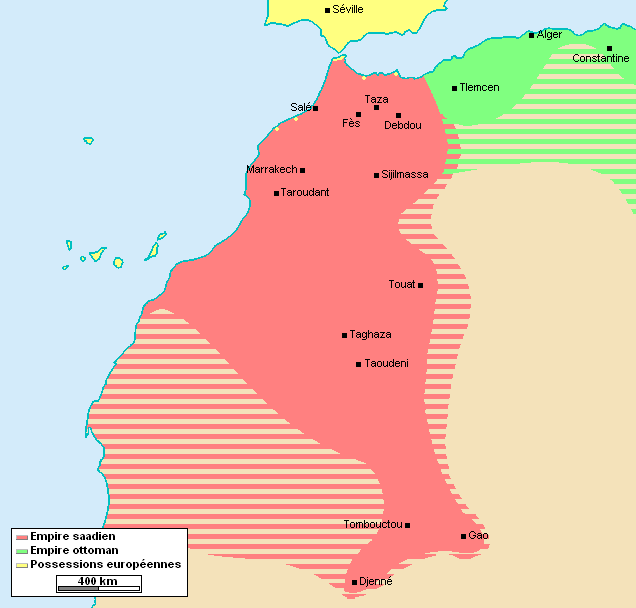
17世紀初萨阿德王朝版圖

从1509年到1554年，萨阿德王朝统治摩洛哥的南方。1528年之前认同瓦塔斯王朝作为摩洛哥的蘇丹，萨阿德王朝日益强大致使瓦塔斯王朝来攻打他，瓦塔斯王朝战败后，通过塔德拉条约，承认萨阿德王朝统治摩洛哥南部。1554年，苏丹穆罕默德·谢赫在塔德拉之战战胜瓦塔斯王朝，开始统治整个摩洛哥。1591年灭亡桑海帝国。1659年，苏丹艾哈迈德·阿巴斯在位时，萨阿德王朝的统治的结束，被现今统治摩洛哥的阿拉维王朝取代。
各蘇丹：1631年-1635年，默罕默德一世，Tafilalt 苏丹。1635年-1664年，默罕默德二世，Tafilalt 蘇丹。

## 阿拉维王朝

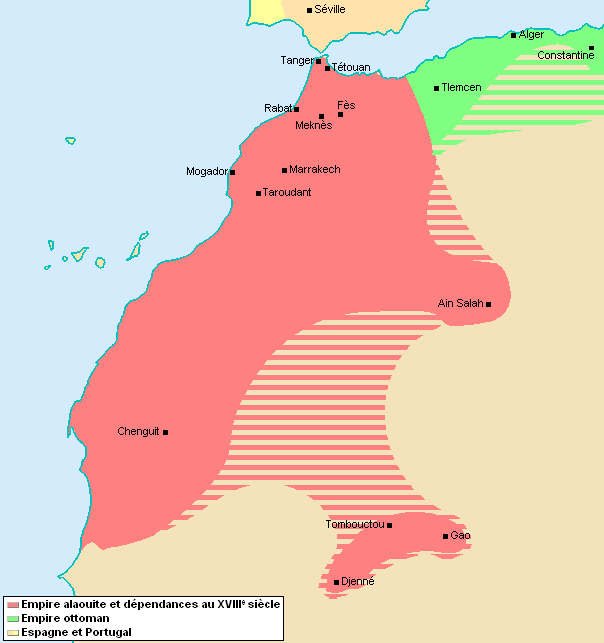
十九世纪中叶的摩洛哥苏丹国，在苏丹伊斯梅爾·伊本·謝里夫（Ismail Ibn Sharif）治下

1659年Mohammed al-Hajj ibn Abu Bakr al-Dila'i征服萨阿德王朝。1664年10月22日，Ar-Rashid（1664年-1672年）在非斯自立为苏丹，1668年12月7日征服并控制了马拉喀什（Marrakesh）。
阿拉維王朝最终取得了控制，摩洛哥面临西班牙和向西方席卷而来的奥斯曼帝国入侵，阿拉維王朝仍成功的稳固了自己的地位，尽管王国比原来的国家面积要小，但仍是非常的富裕。
1684年，吞并丹吉尔。
1777年，摩洛哥是第一个承认美国独立的国家，美-摩友好条约是美国最早的稳固友好条约。由约翰·亚当斯和托马斯·杰斐逊签署，自1783年以来一直生效。丹吉尔的美国公使馆（领事馆）是美国政府有史以来最早的海外地产，那座建筑现在是丹吉尔美国公使馆博物馆。
1769年，从葡萄牙手里征服杰迪代（El Jadida）。
1895年，从不列颠帝国手里买下朱比角（Cape Juby）。

### 欧洲的影响
15世纪葡萄牙人成功控制大西洋沿岸的土地，并没有影响到摩洛哥此地中海心脏地区。拿破仑战争后，埃及和北非马格里布在本地长官控制下开始脱离君士坦丁堡统治。欧洲工业化后，马格里布有越来越大的殖民潜力，比未知的非洲其他地区更为富庶，并处在对地中海的出口产生战略影响的位置，摩洛哥变成欧洲列强眼中有重要性的国家。
法国早在1903年就对摩洛哥表现强烈兴趣。在英国支持下的法国對摩洛哥的影响，引起了德国的不滿。1905年到1906年的第一次摩洛哥危机在阿尔赫西拉斯会议得到解决。法国的特殊地位得到正式承认，而摩洛哥的治安托管权交給给了法国和西班牙。
第二次摩洛哥危机由德国引起，加剧了欧洲列强间的紧张，但1912年3月30日签订的「非斯条约」，把摩洛哥变为法国的被保护国。同样，在非斯条约中，那一年的11月27日西班牙得到了北部和南部地区（伊夫尼）保护者的地位。
屬於分离主义者的里夫共和国于1921年9月18日由利夫人宣布建国，1926年5月27日被西班牙和法国军队解散。
民族主义的政党，随后在法国的保护国兴起，以二战末英美发表的大西洋宪章（其中讲到所有的民族有权选择他们政府的形式）等宣言作为摩洛哥独立的理据。
许多摩洛哥抵抗战士（Goumiere）在一战和二战中帮助了美国。库特拉（Istiqlal，独立党）在1944年发布的一份宣言，是人民最早的对独立的要求，独立党后来领导了大部分的民族主义运动。
1953年，法国驱逐了广受尊敬的苏丹穆罕默德五世（Sultan Mohammed V），扶植不受欢迎的穆罕默德·本·阿拉法（Mohammed Ben Aarafa）取而代之，但他的统治被认为是非法的，于是激起对法国保护地位的抗争。1955年法国允许穆罕默德五世回国。在第二年，最终导致摩洛哥独立和谈的开始。

## 恢复独立后
摩洛哥王国，在1956年3月2日从法国控制下重获政治独立。同年7月4日法国正式放弃对摩洛哥的保护，通过1956年至1958年與西班牙谈判中取得的协议，摩洛哥收回了部分原先由西班牙控制的地区（雖然以军事手段取回其他西班牙占领区的努力并不成功）。
国际化的城市丹吉尔，因1956年10月29日《丹吉尔协议》的签署而回归摩洛哥。1961年3月3日哈桑二世成为摩洛哥国王，在他统治的時期是政治是动荡不安的，政府的鐵腕措施为这此时期赢得了「领导年代」的名声。
在邻国阿尔及利亚於1962年自从法国独立后，廷杜夫省地区的边界冲突不断，并在1963年升级成为沙地战争（Sand war），摩洛哥为了建立大摩洛哥而入侵了这一地区，但战斗僵持数周，摩洛哥被迫撤军，边界没有任何更改，而边界问题仍然存在。而在边界得到了划定之後，摩洛哥再没有向阿尔及利亚提出过领土要求。

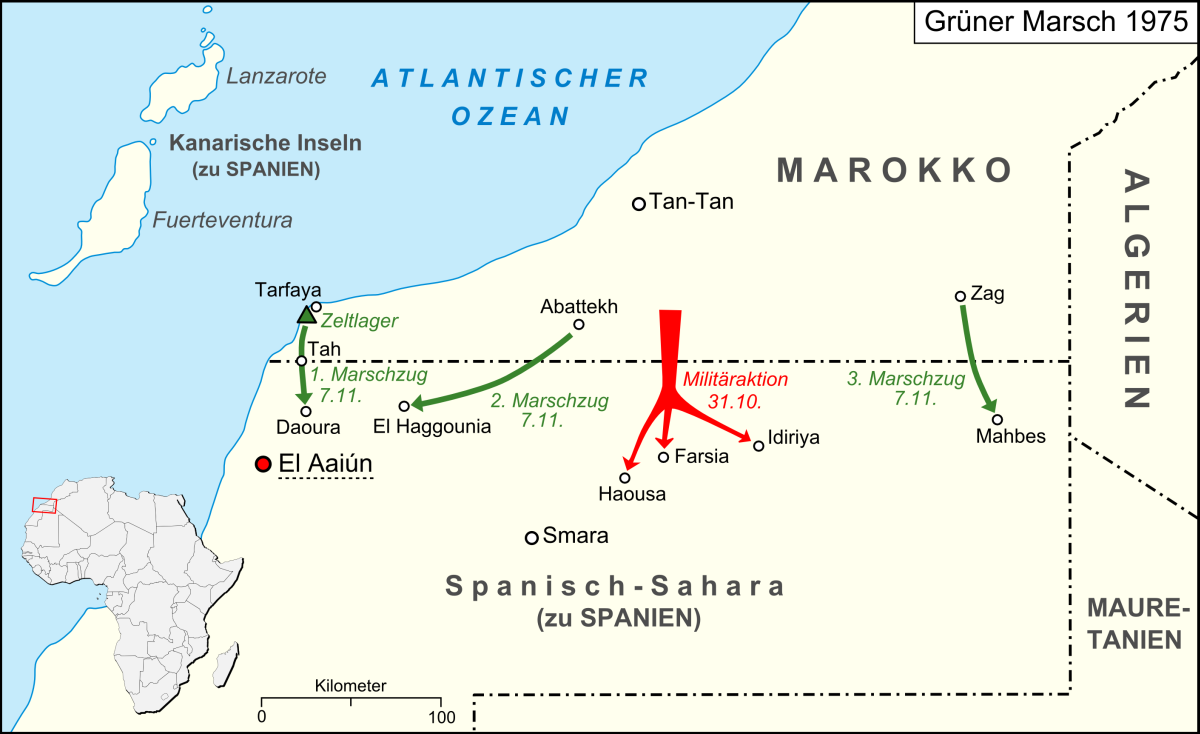
摩洛哥组织的绿色进军路线图

摩洛哥的历史和外交一个重要主题和西撒哈拉的斗争有关，摩洛哥自1975年末组织绿色进军占据和吞并了前西属撒哈拉後，卻遭到西撒人阵（Polisario）的军事抵抗，这是一个由阿尔及利亚支持的撒哈拉人發起的民族主义运动。此地区最终的归属仍未解决，但目前摩洛哥实际控制沙墙以西大部分地区，和西撒人阵的停火协议自1991年起生效。西撒人阵自封的阿拉伯撒哈拉民主共和国则活跃于内陆和阿尔及利亚廷杜夫的难民营。
1990年代以来，政治的渐进改革导致了1997年的两院制立法体系建立，随着1999年国王哈桑二世去世，思想更为自由的穆罕默德六世繼任，即开始了成功的现代化改革，摩洛哥的人权纪录有了显著的改进。
2000年3月，妇女团体在卡萨布兰卡舉行了示威活動，要求改革妇女的法律地位，共有約四万名妇女参加此活動，呼吁禁止一夫多妻制和引入离婚法（当时离婚完全是屬於宗教程序）。尽管反对一方的示威活動吸引了五十万人参加，但改变现状的运动仍在穆罕默德国王的影响下持續進行，一项新的「摩洛哥个人身份法」（Mudawana，家庭法），在2004年初颁布，迎合了一些女权分子的要求。
2002年，摩洛哥占据无人的佩雷希尔岛（Perejil）。2003年5月16日，在卡萨布兰卡的一系列针对平民的炸弹袭击中，造成33名平民死亡，100多人受伤，随后对伊斯兰反政府者的镇压，受到了人权人士的批评。
2004年6月，美国总统布什赞扬了摩洛哥在反恐战争中的努力，确定摩洛哥为其主要的非北约盟国之一，同一年稍晚時，摩洛哥與美国以及其主要贸易伙伴欧盟签订了自由贸易协定。
2005年，支持西撒哈拉独立的示威和骚乱在摩洛哥控制的阿尤恩地區爆发，虽然有军队和警察的增援但很长时间才得以控制，而包含來自於「國際特赦組織」、「自由之家」與「人權觀察」等組織的批評，主要在於其觀察到警察对示威者和独立人士的虐待行為。被参與者称为「独立起义」（Independence Intifada）的活動繼續受到西撒人阵的支持。
2007年9月7日，众议院选举。摩洛哥独立党、公正与发展党和人民運動黨在325个席位中分别获得52席、47席和43席，人民力量社会主义联盟获36席。
2020年，摩洛哥与以色列建立外交关系，同时其对西撒哈拉的主权也被美国政府所承认。2021年摩洛哥大选，已经主导政府十年之久的温和伊斯兰政党正义与发展党（PJD）在本次投票后崩溃，在众议院里的席位从选前的125席大幅降到仅有十多席。摩洛哥执政联盟中的全国独立人士联盟（RNI），在新一届立法选举后赢得众议院102席，成为第一大党。